# Taubenvatta-Denkmal
Koordinaten: 51° 33′ 8″ N, 7° 18′ 35″ O

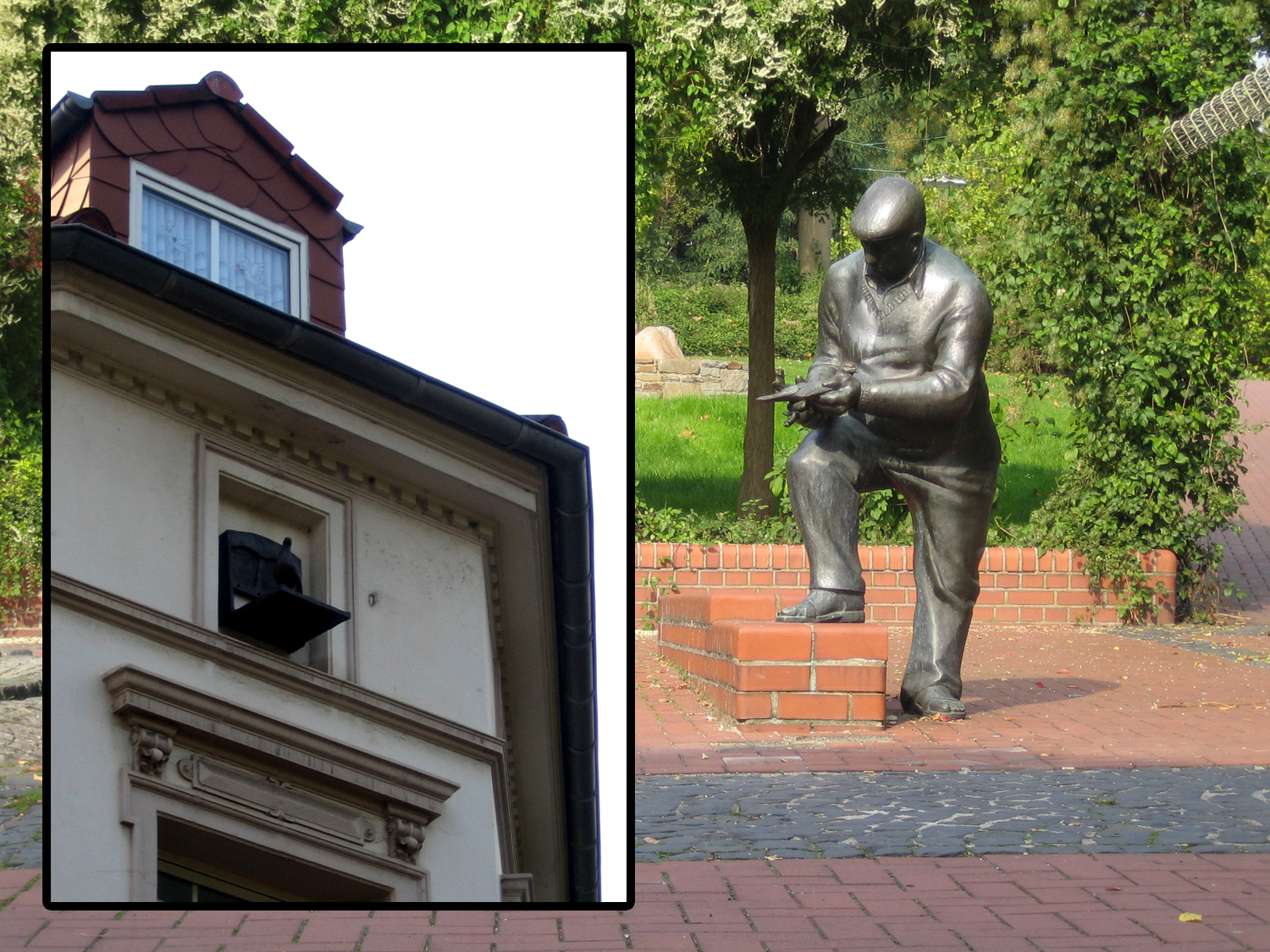
Taubenvatta bei der Taubenpflege und der Giebel mit dem Taubenschlag

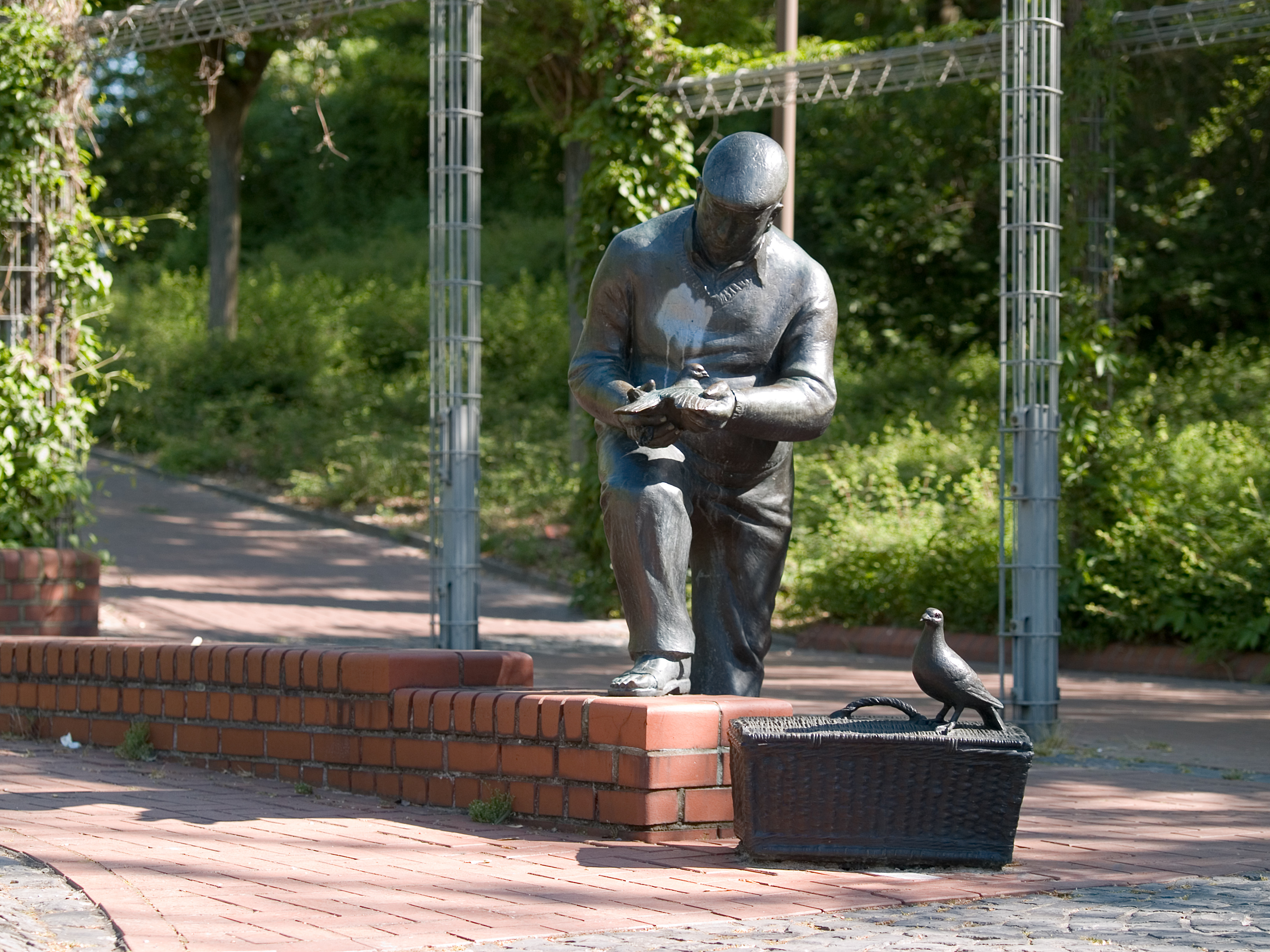
Und mit Brieftaube auf Reisetaubenkorb.

Das Taubenvatta-Denkmal ist ein mehrteiliges Bronzedenkmal in der Stadt Castrop-Rauxel.
Es zeigt einen Taubenvatta bei der Pflege seiner Brieftauben. Es wurde 1986 auf einem neugeschaffenen Platz an der Oberen Münsterstraße gesetzt, dem Kuopio-Platz. Die Skulptur ist zweiteilig gestaltet und verbindet sich mit dem Giebel des angrenzenden Eckhauses. Dort ist eine weitere Taube in einem Taubenschlag zu sehen.
Unmittelbar neben dem Denkmal wurde durch Ausschachtungsarbeiten bei der Neugestaltung der oberen Münsterstraße ein historischer Brunnen wiederentdeckt. Dort ist ein Springbrunnen mit in etwa demselben Durchmesser geschaffen worden, dessen Wasser durch einen kaskadenähnlichen Wasserlauf fließt.
Die Zucht von Tauben, insbesondere der Brieftaubensport, war eine bei den Bergleuten des Ruhrgebietes beliebte Freizeitbeschäftigung – hier wurde ihr ein Denkmal gesetzt.